# Trisetum scitulum
Trisetum scitulum är en gräsart som beskrevs av Norman Loftus Bor. Trisetum scitulum ingår i släktet glanshavren, och familjen gräs. Inga underarter finns listade i Catalogue of Life.